# Hermitska matrika
Hermitska matrika je sebi adjungirana matrika. To pomeni, da je to kvadratna matrika s kompleksnimi števili, ki je enaka svoji konjugirano transponirani matriki. Elementi v i-ti vrstici in j-tem stolpcu so enaki konjugiranim vrednostim v j-ti vrstici in i-tem stolpcu (pazi vrstice in stolpci so obrnjeni). 
{\displaystyle a_{ij}={\overline {a_{ji}}}\,.}
To je tudi:
{\displaystyle A=A^{\dagger }\,.}
kjer je 
- {\displaystyle A^{\dagger }\,} konjugirano transponirana matrika matrike {\displaystyle A\,}.

Imenujejo se po francoskem matematiku Charlesu Hermitu (1822 – 1901), ki je leta 1855 pokazal, da imajo podobne značilnosti kot realne simetrične matrike, ki imajo lastne vrednosti vedno realne.
Hermitske matrike so razširitev realnih simetričnih matrik na področje kompleksnih števil. 
Poševnohermitska (antihermitska) pa je matrika za katero velja {\displaystyle \!a_{ij}=-a_{ji}^{*}} ali {\displaystyle \!A^{\dagger }=-A} 
oziroma
{\displaystyle A=-A^{*}=-{\overline {A}}^{T}\,}.

## Zgled
{\displaystyle {\begin{bmatrix}3&2+i\\2-i&1\end{bmatrix}}}

## Značilnosti
- Hermitske matrike so kvadratne
- Hermitske matrike spadajo med normalne matrike
- Diagonalni elementi hermitske matrike so realna števila
- Hermitska matrika, ki ima realne elemente, je realna
- Determinanta hermitske matrike je realno število
- Vsota dveh hermitskih matrik je tudi hermitska matrika
- Obratna matrika hermitske matrike je tudi hermitska matrika (če obstoja)
- Produkt dveh hermitskih matrik je hermitska matrika samo takrat, ko matriki komutirata ( {\displaystyle AB=BA\,} )
- Vsota poljubne kvadratne matrike in hermitske matrike je tudi hermitska matrika ({\displaystyle \!(A+A^{\dagger })})
- Razlika poljubne kvadratne matrike in hermitske matrike nam da antihermitsko matriko. To pomeni, da je

{\displaystyle \!C=A-A^{\dagger }} antihermitska matrika. Torej, če velja {\displaystyle \!C=A-A^{\dagger }}, potem je {\displaystyle \!C^{\dagger }=-C}
- Poljubno kvadratno matriko lahko razstavimo na vsoto hermitske in antihermitske matrike

{\displaystyle \!A=H+C}
kjer je 
- {\displaystyle \!H={\frac {1}{2}}(A+A^{\dagger })}
- {\displaystyle \!C={\frac {1}{2}}(A-A^{\dagger })}.